# Olijfrugjunglevliegenvanger
De olijfrugjunglevliegenvanger (Cyornis olivaceus; synoniem: Rhinomyias olivaceus) is een zangvogel uit de familie Muscicapidae (vliegenvangers). De vogel werd in 1877 door Allan Octavian Hume geldig beschreven met de hier gegeven wetenschappelijke naam. Daarna werd de vogel geplaatst in het geslacht Rhinomyias, maar kreeg na 2010 zijn oorspronkelijk naam terug op grond van moleculaire fylogenetische studies.

## Kenmerken
De vogel is 14 tot 15 cm lang en behoort tot een reeks onopvallend gekleurde soorten uit het geslacht Cyornis. Deze vliegenvanger is van boven donker grijsbruin, met een roodbruine borst en een vuilwitte buik. De keel is wit.

## Verspreiding en leefgebied
Deze soort telt twee ondersoorten:
- C. o. olivaceus: Maleisië, Sumatra, Java, Bali en noordelijk Borneo.
- C. o. perolivaceus: de eilanden nabij Sabah ( Pulau Balambangan en Pulau Banggi)

De leefgebieden liggen in natuurlijk tropisch en subtropisch bos tot op 1200 meter boven zeeniveau. Hoewel de populaties afnemen in aantal door ontbossing is het geen bedreigde soort.